# Louis Tas
Louis Mattithjahu Tas, Pseudonym Loden Vogel (* 25. Dezember 1920 in Amsterdam; † 14. April 2011 ebenda) war ein holländischer Mediziner, Psychotherapeut und überlebender Zeitzeuge des Holocaust.

## Leben
Louis Tas entstammte einer bürgerlichen Familie aus Amsterdam. Als er einen höheren Schulabschluss erlangt hatte, begann er ein Medizinstudium. Nach der Besetzung der Niederlande durch die Wehrmacht wurde er mit seiner gesamten Familie 1944 über das Durchgangslager Westerbork in das KZ Bergen-Belsen deportiert. Hier führte er in Fortsetzung seiner schon zuvor geübten Gewohnheit ein geheimes Tagebuch über das Leben im Lager. Er benutzte dazu verdünnte Tinte, um zu verhindern, dass sein Schreibmaterial vorzeitig versiegt. Dieses Buch wurde später ein wichtiges Quellenwerk zur Analyse des Konzentrationslager-Systems und in mehreren Auflagen veröffentlicht.
Loden Vogel wurde am 23. April 1945 bei Tröbitz durch die Rote Armee befreit und kehrte nach Amsterdam zurück. 1946 veröffentlichte er sein Tagebuch unter dem Pseudonym Loden Vogel („Bleierner Vogel“). Nach seiner Ausbildung zum Facharzt arbeitete er von 1958 bis 2009 als Psychotherapeut. 
Im Jahre 2011 starb Louis Tas im Alter von 90 Jahren.

## Veröffentlichungen
- Loden Vogel: Tagebuch aus einem Lager, aus dem Niederländ. von Mirjam Pressler. Vandenhoeck & Ruprecht, Göttingen 2002, ISBN 978-3-525-35132-1
- Louis M. Tas und Jörg Wiesse (Hrsg.): Ererbte Traumata, Vandenhoeck und Ruprecht, 2002[1]